# Nestor Combin
Nestor Combin (Las Rosas, 29 dicembre 1940) è un ex calciatore argentino naturalizzato francese, di ruolo attaccante.

## Biografia
Combin nacque in Argentina da padre francese e madre indigena. Una volta conclusa la carriera di calciatore aprì alcuni negozi di abbigliamento in Francia.

## Carriera

### Club

Combin al Torino nella stagione 1967-1968

Nella sua carriera ha militato in molte squadre, tra Francia, dove ha giocato per Olympique Lione, con cui vinse una Coppa di Francia, Metz e Red Star, e Italia, dove ha vestito le maglie di Juventus, Varese, Torino e Milan. Ha segnato 117 gol nella Ligue 1, di cui 68 con i rossoblù dell'OL.
In Italia vinse per due volte la Coppa Italia, rispettivamente con Juventus e Torino. In maglia bianconera giocò 38 partite nella stagione 1964-1965, segnando 10 reti, mentre con la casacca granata, indossata dal 1966 al 1969, tra campionato e coppa nazionale disputò 106 partite con 31 reti; in particolare, nel campionato 1967-1968 sfiorò il titolo di capocannoniere con 13 gol comprensivi della tripletta nel derby torinese di andata, vinto 4-0 dai suoi, pochi giorni dopo la scomparsa del loro compagno di squadra Luigi Meroni. Si trasferì quindi al Milan con cui sollevò nel 1969 la Coppa Intercontinentale, segnando un gol all'Estudiantes (LP) nel successo 3-0 nella partita di andata a San Siro.
Proprio a questo trionfo rimase legato l'episodio a posteriori più famoso della propria carriera. Tutto nacque dal fatto che nel 1963 il giocatore era stato chiamato a svolgere il servizio di leva nella natia Argentina, ma non aveva risposto alla cartolina di precetto essendosi già trasferito in Francia, dove aveva anche ottenuto la cittadinanza; dunque qui aveva ottemperato agli obblighi militari, ma non c'era stato modo per i giornali argentini di saperlo, non essendo stata documentata la cosa.
Con la trasferta milanista a Buenos Aires per la gara di ritorno, quindi, i tifosi e soprattutto i giocatori argentini riaccoglievano – dal loro punto di vista – un "traditore" colpevole di renitenza alla leva, e non si risparmiarono dunque da numerosi falli: principali artefici furono il portiere Poletti, che gli diede un pugno in volto a gioco fermo, e il difensore Aguirre Suárez, che, mentre Combin era a terra, gli rifilò sempre in viso una ginocchiata, facendolo svenire. Aguirre Suárez venne espulso ma Combin non riuscì a continuare la partita, e il tecnico rossonero Rocco non poté neanche sostituirlo poiché aveva già terminato i cambi a disposizione. A fine gara Combin fu addirittura arrestato dalla polizia argentina, che lo trattenne per diverse ore mentre il Milan, in aeroporto, si rifiutava di ripartire per l'Italia fino a quando il giocatore non fosse stato rilasciato.
Giocò per due stagioni con la maglia rossonera, disputando complessivamente 70 partite e segnando 20 gol. Nell'estate del 1971 fece ritorno in Francia, dove proseguì la sua carriera agonistica fino al ritiro, avvenuto nel 1977.

### Nazionale
Combin vanta 8 presenze e 4 reti nella nazionale francese, scendendo in campo anche in una partita del campionato del mondo 1966 in Inghilterra.

## Statistiche

### Cronologia presenze e reti in nazionale
| Cronologia completa delle presenze e delle reti in nazionale ― Francia | Cronologia completa delle presenze e delle reti in nazionale ― Francia | Cronologia completa delle presenze e delle reti in nazionale ― Francia | Cronologia completa delle presenze e delle reti in nazionale ― Francia | Cronologia completa delle presenze e delle reti in nazionale ― Francia | Cronologia completa delle presenze e delle reti in nazionale ― Francia | Cronologia completa delle presenze e delle reti in nazionale ― Francia | Cronologia completa delle presenze e delle reti in nazionale ― Francia |
| Data                                                                   | Città                                                                  | In casa                                                                | Risultato                                                              | Ospiti                                                                 | Competizione                                                           | Reti                                                                   | Note                                                                   |
| ---------------------------------------------------------------------- | ---------------------------------------------------------------------- | ---------------------------------------------------------------------- | ---------------------------------------------------------------------- | ---------------------------------------------------------------------- | ---------------------------------------------------------------------- | ---------------------------------------------------------------------- | ---------------------------------------------------------------------- |
| 25-4-1964                                                              | Parigi                                                                 | Francia                                                                | 1 – 3                                                                  | Ungheria                                                               | Qual. Euro 1964                                                        | -                                                                      |                                                                        |
| 23-5-1964                                                              | Budapest                                                               | Ungheria                                                               | 2 – 1                                                                  | Francia                                                                | Qual. Euro 1964                                                        | 1                                                                      |                                                                        |
| 4-10-1964                                                              | Lussemburgo                                                            | Lussemburgo                                                            | 0 – 2                                                                  | Francia                                                                | Qual. Mondiali 1966                                                    | -                                                                      |                                                                        |
| 15-9-1965                                                              | Oslo                                                                   | Norvegia                                                               | 0 – 1                                                                  | Francia                                                                | Qual. Mondiali 1966                                                    | 1                                                                      |                                                                        |
| 9-10-1965                                                              | Parigi                                                                 | Francia                                                                | 1 – 0                                                                  | Jugoslavia                                                             | Qual. Mondiali 1966                                                    | -                                                                      |                                                                        |
| 6-11-1965                                                              | Marsiglia                                                              | Francia                                                                | 4 – 1                                                                  | Lussemburgo                                                            | Qual. Mondiali 1966                                                    | 2                                                                      |                                                                        |
| 13-7-1966                                                              | Londra                                                                 | Francia                                                                | 1 – 1                                                                  | Messico                                                                | Mondiali 1966 - 1º turno                                               | -                                                                      |                                                                        |
| 6-4-1968                                                               | Marsiglia                                                              | Francia                                                                | 1 – 1                                                                  | Jugoslavia                                                             | Qual. Euro 1968                                                        | -                                                                      |                                                                        |
| Totale                                                                 |                                                                        | Presenze                                                               | 8                                                                      |                                                                        | Reti                                                                   | 4                                                                      |                                                                        |

## Palmarès

### Club

#### Competizioni nazionali
- Coppa di Francia: 1

Olympique Lione: 1963-1964
- Coppa Italia: 2

Juventus: 1964-1965
Torino: 1967-1968

#### Competizioni internazionali
- Coppa Intercontinentale: 1

Milan: 1969

### Individuale
- Capocannoniere della Division 2 - Gruppo B: 1

1973-1974 (24 gol)